# الیور اسمیتیز
الیور اسمیتیز (انگلیسی: Oliver Smithies؛ زادهٔ ۲۳ ژوئن ۱۹۲۵ - درگذشته ۱۰ ژانویهٔ ۲۰۱۷) یک نسل‌شناس آمریکایی زاده بریتانیا بود. او جایزه نوبل فیزیولوژی یا پزشکی را در سال ۲۰۰۷ برای کارهای ژنتیکی خود دریافت کرد. الیور اسمیتیز در ۱۰ ژانویه ۲۰۱۷ در سن ۹۱ سالگی درگذشت.
وی برنده جوایزی همچون جایزه نوبل فیزیولوژی و پزشکی (۲۰۰۷) شده‌است.